# Anomiopsyllus nudatus
Anomiopsyllus nudatus är en loppart som först beskrevs av Thomas Bethune-Baker 1898.  Anomiopsyllus nudatus ingår i släktet Anomiopsyllus och familjen mullvadsloppor.

## Underarter
Arten delas in i följande underarter:
- A. n. nudatus
- A. n. hiemalis
- A. n. mexicanus